# Milly Steger
Milly Steger właśc. Emilie Sibilla Elisabeth Johanna Steger (ur. 15 czerwca 1881 w Rheinbergu, zm. 31 października 1948 w Berlinie) – niemiecka rzeźbiarka.

## Życiorys
Milly Steger urodziła się 15 czerwca 1881 roku w Rheinbergu i dorastała w Elberfeld . Po ukończeniu szkoły przez rok przebywała w szkole z internatem w Anglii, gdzie pobierała indywidualne lekcje rysunku . Naukę kontynuowała w szkole sztuki i rzemiosła w Elberfeld, gdzie zainteresowała się rzeźbiarstwem . Ok. 1903–1906 trafiła do pracowni profesora rzeźby w Akademii Sztuk Pięknych w Düsseldorfie (niem. Kunstakademie Düsseldorf) – Karla Janssena (1855–1927) . W 1906 roku odbyła podróż studialną do Florencji, gdzie poznała rzeźbiarza Georga Kolbego (1877–1947) . Chociaż nigdy nie była jego studentką, sama przedstawiała siebie jako jego uczennicę .
Po powrocie zamieszkała w Berlinie, gdzie w 1908 roku po raz pierwszy wystawiła swoje prace na wystawie Berlińskiej Secesji . Następnie wyjechała do Paryża, gdzie zafascynowała się pracami Auguste'a Rodina (1840–1917) i Aristide'a Maillola (1861–1944) . W 1909 roku odwiedziła belgijskiego rzeźbiarza Georges'a Minne (1866–1941), z którym pozostawała w kontakcie korespondencyjnym .
W 1910 roku otrzymała zaproszenie od Karla Ernsta Osthausa (1874–1921), kolekcjonera i mecenasa sztuki, by przyjechać do Hagen, gdzie Osthaus zbudował miasto ogród Hohenhagen . W 1911 roku zamieszkała w jednym z domu tamtejszej kolonii artystycznej i wystawiała swoje prace na wystawach Sonderbundu . Cztery rzeźby, które wykonała dla fasady teatru w Hagen, wywołały skandal w 1911 roku – rzeźby przedstawiały nagie postaci kobiet naturalnej wielkości . Wskutek skandalu artystka stała się rozpoznawalna . Od ok. 1914 roku Steger postrzegana była jako rzeźbiarka miasta Hagen, dla którego wykonała szereg prac .
Po wybuchu I wojny światowej, z braku zamówień publicznych, przeniosła się w 1917 roku do Berlina  i zaczęła tworzyć mniej monumentalne rzeźby. W 1919 roku opublikowała apel o zniesienie zakazu przyjmowania kobiet do akademii sztuk pięknych . W latach 1927–1942 prowadziła zajęcia z rzeźby i rysunku w ośrodku Stowarzyszenia Artystek w Berlinie (niem. Verein der Künstlerinnen zu Berlin) . Jej uczennicą była m.in. Oda Schottmüller (1905–1943) .
Po dojściu nazistów do władzy Steger próbowała wykorzystać pojawiające się szanse. W 1937 roku niektóre jej prace zostały usunięte z muzeów podczas kampanii przeciwko „sztuce wynaturzonej”, jednak sama Steger mogła kontynuować pracę .
Wiele z jej dzieł zostało zniszczonych podczas nalotu bombowego w listopadzie 1943 roku, kiedy zniszczeniu uległo atelier rzeźbiarki . Po zakończeniu II wojny światowej Steger wróciła do pracy w nowym atelier, w czym jednak przeszkadzało jej słabe zdrowie . Zmarła w Berlinie 31 października 1948 roku .

## Prace

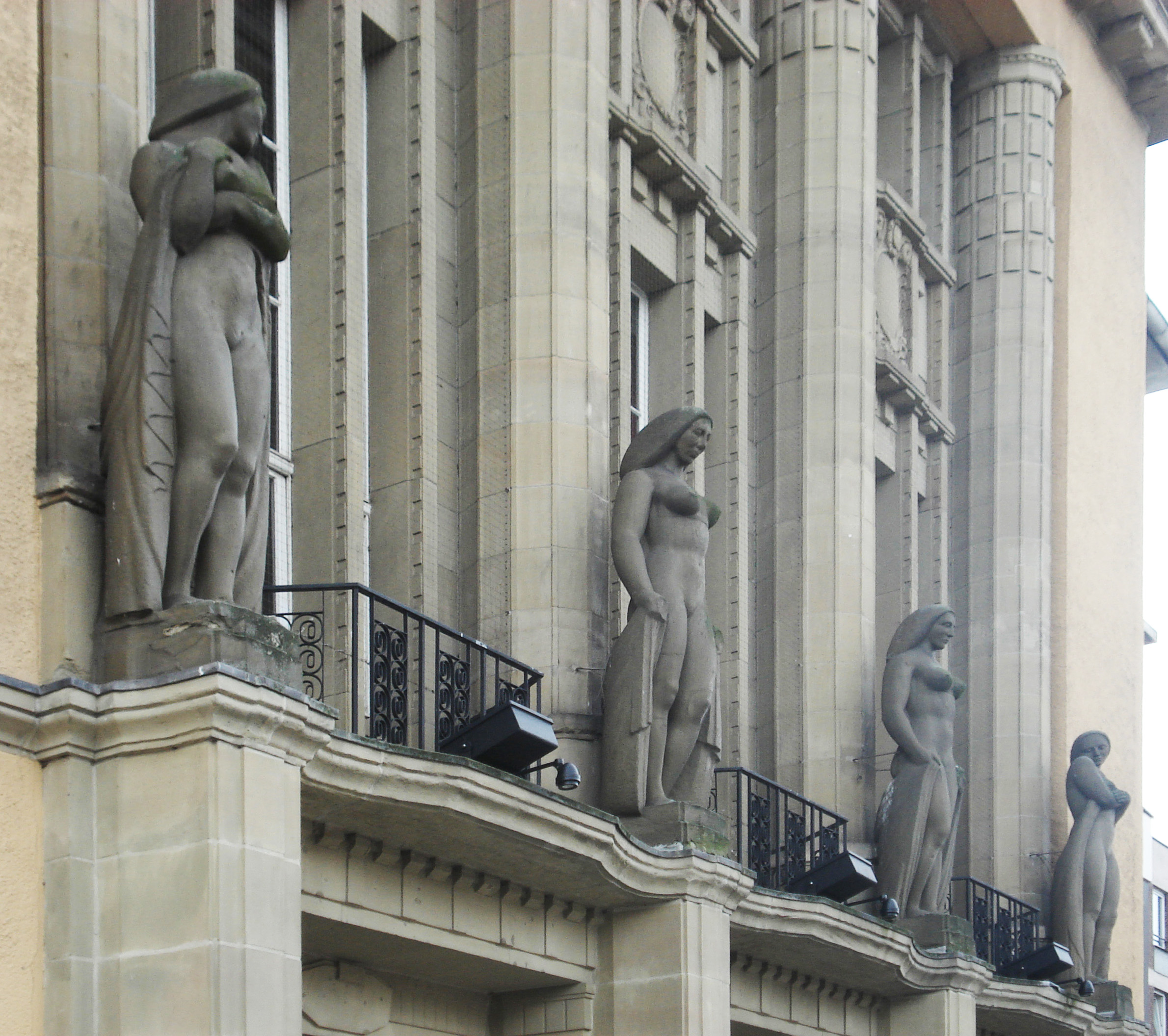
Kariatydy na fasadzie teatru w Hagen

Steger specjalizowała się w rzeźbie w kamieniu i rzeźbie architektonicznej . Początkowo tworzyła w duchu ekspresjonizmu, by w połowie lat 20. XX w. zwrócić się w stronę naturalizmu . Jej głównym tematem stała się postać młodej kobiety . Wykonywała również liczne popiersia, m.in. dla gmachu Deutsches Theater stworzyła popiersia aktorek Gertrudy Eysoldt (1870–1955) i Helene Thimig (1889–1974) . Wiele jej prac, szczególnie tych wykonanych z gipsu, nie przetrwało lat wojny, wiele też zaginęło .
Wśród prac Steger wyróżnić można :
- Karyatide, 1911 – rzeźby na fasadzie teatru w Hagen
- Auferstehender Jüngling, 1918 – Frankfurt nad Menem, Städliche Galerie im Städel[4]
- Die Herbe, 1928 – Berlin, Stiftung Stadtmuseum Berlin
- Najaden, 1940 – Berlin, Nationalgalerie
- Die Schmerzerfahrene, 1947/1948 – w kolekcji prywatnej